# Pokrajčići
Pokrajčići ist eine Ortschaft in der Gemeinde Travnik in Bosnien und Herzegowina.

## Bevölkerung
|            | 2013            | 1991            | 1981            | 1971          |
| Einwohner  | 1.655 (100,0 %) | 1.378 (100,0 %) | 1.040 (100,0 %) | 908 (100,0 %) |
| ---------- | --------------- | --------------- | --------------- | ------------- |
| Kroaten    | –               | 1 322 (95,94 %) | 969 (93,17 %)   | 886 (97,58 %) |
| Bosniaken  | –               | 35 (2,540 %)    | 14 (1,346 %)    | 15 (1,652 %)  |
| Andere     | –               | 11 (0,798 %)    | 24 (2,308 %)    | 5 (0,551 %)   |
| Serben     | –               | 7 (0,508 %)     | 6 (0,577 %)     | 1 (0,110 %)   |
| Jugoslawen | –               | 3 (0,218 %)     | 21 (2,019 %)    | –             |
| Albaner    | –               | –               | 5 (0,481 %)     | –             |
| Slowenen   | –               | –               | –               | 1 (0,110 %)   |
| Mazedonier | –               | –               | 1 (0,096 %)     | –             |